# هفته بدون نمایش‌گر
هفته بدون نمایشگر برنامه سالانه ایست در آمریکا که کودکان، خانواده‌ها، مدارس و جوامع را تشویق می‌کند نمایشگرهای خود را خاموش و «زندگی را روشن» کنند و به جای تماشای برنامه‌های سرگرم کننده تلویزیون، به مطالعه، طبیعت‌گردی و گذراندن وقت با دوستان و خانواده بپردازند.

## تاریخچه
- ۲۰۱۱: ۲۴ آوریل
- ۲۰۱۲: ۳۰ آوریل تا ۶ مه